# Franco Branciaroli
Franco Branciaroli (Milano, 27 maggio 1947) è un attore e regista teatrale italiano.
Dal suo debutto, si presentò come interprete originale e attento, all'interno del panorama italiano. Affiancato, fin dai primissimi anni, da uomini di teatro come Aldo Trionfo, Carmelo Bene e Luca Ronconi, l'incontro con lo scrittore Giovanni Testori diede vita a una collaborazione professionale che influenzò definitivamente il teatro dell'attore milanese.

## Biografia
Nel 1968 si iscrisse alla scuola del Piccolo Teatro di Milano, dove debuttò nel 1970 con il Toller di Tankred Dorst, per la regia di Patrice Chéreau. Trasferitosi a Torino, venne diretto da Aldo Trionfo in diversi spettacoli messi in scena al Teatro Stabile di Torino. Nel 1974 Trionfo lo diresse in Gesù di Carl Theodor Dreyer, nel quale Branciaroli affrontò il suo primo, vero ruolo da protagonista, che lo portò a farsi immediatamente notare per la sua particolare recitazione. La collaborazione con Trionfo durò diversi anni, fino alla messa in scena di Faust - Marlowe - Burlesque, pièce scritta dallo stesso Trionfo in collaborazione con Lorenzo Salveti. Lo spettacolo vedeva Branciaroli alternarsi con Carmelo Bene nei ruoli di Faust e Mefistofele.
Accanto a Bene, tornò sulle scene in Romeo e Giulietta e nella Turandot di Virginio Puecher, con Carmen Scarpitta. Negli anni successivi lavorò con Luca Ronconi, Maurizio Scaparro e Luigi Squarzina che lo diresse in diverse opere teatrali per la Rai. Impostosi come attore sulle scene teatrali italiane, Branciaroli allestì le sue prime regie: La vita è sogno di Pedro Calderón de la Barca, Peer Gynt e Gli spettri di Henrik Ibsen.
Negli anni ottanta incontrò lo scrittore e drammaturgo milanese Giovanni Testori. Da questo incontro nacque un sodalizio artistico che li porterà a lavorare nella compagnia del Teatro degli Incamminati, con la quale Branciaroli interpretò diverse opere dell'autore milanese, dirette dallo stesso Testori. La collaborazione tra i due continuerà fino alla morte di Testori, avvenuta nel 1993. Per tutti gli anni novanta, Branciaroli continuò il suo impegno teatrale, tornando a lavorare ancora con Ronconi e in seguito con Gianfranco De Bosio che lo diresse ne I due gemelli veneziani di Carlo Goldoni, in cui interpretava il doppio ruolo di Tonino e Zanetto.
Nel 1993 iniziò una collaborazione con il Teatro Romano di Verona per il quale mise in scena come regista e interprete Re Lear, L'ispettore generale di Gogol' (in una regia a due con Marco Sciaccaluga) e La dodicesima notte. Sempre a Verona fu diretto da Giancarlo Sepe nel Macbeth. Nel 1994 recita altresì il ruolo di "Alberto" nel film diretto da Tinto Brass, L'uomo che guarda . Nel 1996 continuò il suo lavoro sui ruoli shakespeariani diretto da Gabriele Lavia nell'Otello. In quello stesso anno interpretò una storica messa in scena della Medea di Euripide, diretta da Luca Ronconi, nella quale Branciaroli vestiva gli abiti femminili di Medea. Lo spettacolo riscosse un notevole successo e l'opera venne rappresentata per più di 200 repliche nei teatri italiani.
Nel 2000 ricevette il premio Ubu come migliore attore protagonista per lo spettacolo La vita è sogno diretto da Luca Ronconi. Uomo di teatro a tutto tondo, Branciaroli appare di rado sul grande schermo. Lavorò nel 1981 con Michelangelo Antonioni ne Il mistero di Oberwald e con Tinto Brass in cinque lungometraggi, dal 1984 al 2001. Nel 2007 è stato diretto da Roberto Faenza nel film I viceré, accanto ad Alessandro Preziosi e Lando Buzzanca. Nel 2008 è stato Re Claudio nell'Amleto di Shakespeare ancora accanto ad Alessandro Preziosi per la regia di Armando Pugliese, prima nazionale al Teatro Romano di Verona, successivamente interpreta un testo di Luca Doninelli all'interno dello spettacolo L'assedio delle Ceneri, diretto da Roberto Paci Dalò e curato da Gabriele Frasca per il Napoli Teatro Festival. Sempre nel 2008 partecipa alla serie TV I liceali nel ruolo di Vittorio Rizzo, il padre di uno dei protagonisti. Figlio di quella generazione di attori caratterizzati, come Carmelo Bene, da un'interpretazione estremamente personale ed "importante", Franco Branciaroli «dà il meglio di sé nei ruoli in cui può imporre la propria vocazione di protagonista assoluto.»

## Teatro

### Attore

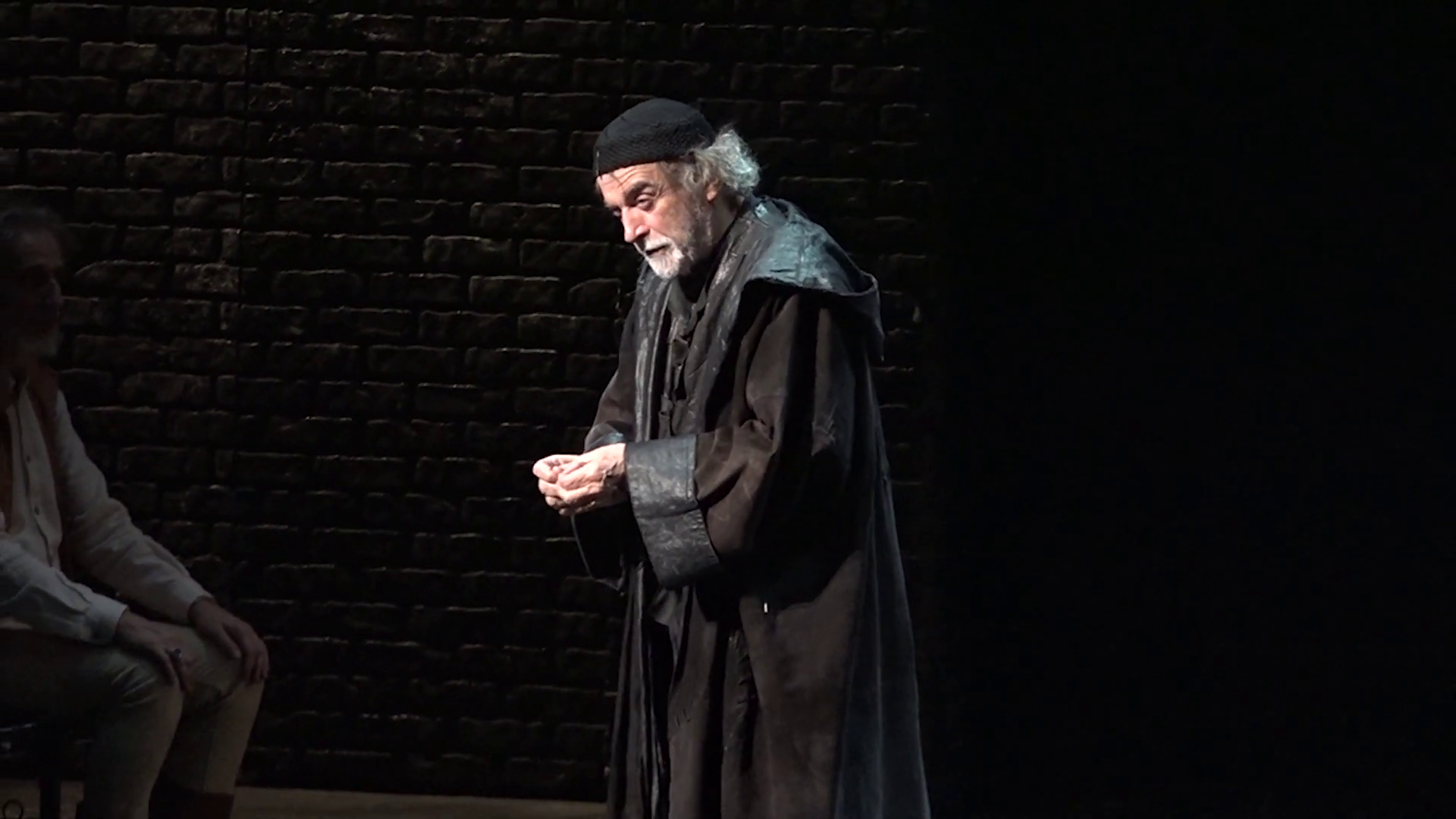
Branciaroli nei panni di Shylock in Il mercante di Venezia (2023)

- La battaglia di Lobowitz di Peter Hacks, regia di Guy Rétoré, Piccolo Teatro di Milano (1970)
- Toller di Tankred Dorst, regia di Patrice Chéreau, Piccolo Teatro di Milano (1970)
- Arden of Faversham, Teatro Stabile dell'Aquila
- Peer Gynt di Henrik Ibsen, regia di Aldo Trionfo, Teatro stabile di Torino
- Ettore Fieramosca di Massimo d'Azeglio, regia di A. Trionfo, Teatro stabile di Torino
- Nerone è morto di Miklòs Hubay, regia di A. Trionfo, Teatro Stabile di Torino
- Gesù di Carl Theodor Dreyer, regia di A. Trionfo, Teatro stabile di Torino (1974)
- Bel Ami e il suo doppio di Luciano Codignola, regia di A. Trionfo, Teatro stabile di Torino (1975)
- Faust - Marlowe - Burlesque di A. Trionfo e Lorenzo Salveti, Teatro Metastasio, Prato (22 marzo 1976)
- Romeo e Giulietta di William Shakespeare, regia di Carmelo Bene, Teatro Metastasio, Prato (17 dicembre 1976)
- L'uccellino azzurro di Maurice Maeterlinck, Prato (1979)
- La torre di Hofmannsthal, regia di Luca Ronconi, Prato (1980)
- La vita è sogno di Pedro Calderón de la Barca, regia di F. Branciaroli, Teatro degli Incamminati (1985)
- Peer Gynt di H. Ibsen, regia di F. Branciaroli, compagnia Teatro degli Incamminati (1986)
- Spettri di H. Ibsen, regia di F. Branciaroli, compagnia Teatro degli Incamminati (1987)
- Amleto di W. Shakespeare, regia di F. Branciaroli, compagnia Teatro degli Incamminati (1988)
- The Cocktail Party di Thomas Stearns Eliot, regia di Emanuele Banterle, compagnia Teatro degli Incamminati (1988)
- In exitu di Giovanni Testori, regia di G. Testori, compagnia Teatro degli Incamminati (1988)
- Confiteor di G. Testori, regia di G. Testori e E. Banterle, compagnia Teatro degli Incamminati (1988)
- Féerie - Pantomima per un'altra volta di Cèline, regia di L. Ronconi, compagnia Teatro degli Incamminati (1989)
- Miguel Mañara di Oscar Milosz, regia di F. Branciaroli, compagnia Teatro degli Incamminati (1989)
- Verbò di G. Testori, regia di G. Testori, compagnia Teatro degli Incamminati (1989)
- Assassinio nella cattedrale di T. S. Eliot, regia di F. Branciaroli, compagnia Teatro degli Incamminati (1990)
- Besucher di Botho Strauß, regia di L. Ronconi (1990)
- Sfaust di G. Testori, regia di G. Testori, compagnia Teatro degli Incamminati (1990)
- I due gemelli veneziani di Carlo Goldoni, regia Gianfranco de Bosio, compagnia Teatro degli Incamminati (1991)
- sdisOré di G. Testori, regia di G. Testori, compagnia Teatro degli Incamminati (1991)
- Antigone di Sofocle, regia di F. Branciaroli, Meeting di Rimini di Comunione e Liberazione, compagnia Teatro degli Incamminati (1991)
- La bisbetica domata di W. Shakespeare, regia di Marco Sciaccaluga, compagnia Teatro degli Incamminati (1992)
- Cyrano de Bergerac di Edmond Rostand, regia di M. Sciaccaluga, compagnia Teatro degli Incamminati (1992)
- Re Lear di W. Shakespeare, regia di F. Branciaroli, Verona, compagnia Teatro degli Incamminati (1993)
- Ispettore generale di Nikolaj Gogol', regia di F. Branciaroli e M. Sciaccaluga, compagnia Teatro degli Incamminati (1993)
- Macbeth di W. Shakespeare, regia di Giancarlo Sepe, Teatro Romano di Verona, compagnia Teatro degli Incamminati (1994)
- La dodicesima notte di W. Shakespeare, regia di F. Branciaroli, Teatro Romano di Verona, compagnia Teatro degli Incamminati (1995)
- Otello di W. Shakespeare, regia di Gabriele Lavia, Novara, Teatro Coccia (1995)
- Medea di Euripide, regia di L. Ronconi, compagnia Teatro degli Incamminati (1996)
- Tommaso Moro di Paolo Pivetti, regia di F. Branciaroli, compagnia Teatro degli Incamminati (1996)
- Riccardo III di W. Shakespeare, regia di Antonio Calenda, compagnia Teatro degli Incamminati (1997)
- Cos'è l'amore di F. Branciaroli, compagnia Teatro degli Incamminati (1999)
- Il malato immaginario di Molière, regia di Lamberto Puggelli, compagnia Teatro degli Incamminati (settembre 1999)
- La vita è sogno di Calderón de la Barca, regia di L. Ronconi (1999)
- Prometeo incatenato di Eschilo, di regia di L. Ronconi, Siracusa (2000)
- Edipo re di Sofocle, regia di Lamberto Puggelli (2000)
- La Moscheta di Ruzante, regia di Claudio Longhi, compagnia Teatro degli Incamminati (2001)
- Caligola di Albert Camus, regia di C. Longhi, compagnia Teatro degli Incamminati (2002)
- La peste di A. Camus, regia di C. Longhi, compagnia Teatro degli Incamminati (2003)
- Dentro medea ispirata alla Medea di Euripide, regia di F. Branciaroli, compagnia Teatro degli Incamminati (2004)
- Lo zio di F. Branciaroli, regia di C. Longhi, compagnia Teatro degli Incamminati (2005)
- Finale di partita di Samuel Beckett, regia di F. Branciaroli (2006)
- Giulio Cesare di W. Shakespeare, regia di Tim Stark, Verona (2006)
- Vita di Galileo di Bertolt Brecht, regia di Antonio Calenda, compagnia Teatro degli Incamminati (2007)
- L'Assedio delle Ceneri, a cura di Gabriele Frasca, regia di Roberto Paci Dalò, Napoli Teatro Festival (2008)
- Don Chisciotte della Mancia
- Edipo re di Sofocle, regia di A. Calenda, compagnia Teatro di Messina (2010)
- Servo di scena di Ronald Harwood, traduzione Masolino D'Amico (2011)
- Processo e morte di Stalin di Eugenio Corti, Teatro Manzoni, Monza (2011)
- Ifigenia in Aulide di Mircea Eliade, regia di Gianpiero Borgia (2012)
- Il teatrante di Thomas Bernhard (2013)
- Enrico IV di Luigi Pirandello (2014)
- Dipartita finale di e per la regia di F. Branciaroli (2016)
- Macbeth di William Shakespeare, regia di F. Branciaroli (2016)
- I Miserabili di Victor Hugo, regia di Franco Però (2018)
- Pour un oui ou pour un non di Nathalie Sarraute, regia di Pier Luigi Pizzi (2021)
- I ragazzi irresistibili, di Neil Simon, regia di Massimo Popolizio (2023)
- Il mercante di Venezia di William Shakespeare nei panni di Shylock regia di Paolo Valerio (2022-2024)
- Amleto, regia di Davide Sacco (2024)

### Regista
- La vita è sogno di Pedro Calderón de la Barca, compagnia Teatro degli Incamminati (1985)
- Peer Gynt di Henrik Ibsen, compagnia Teatro degli Incamminati (1986)
- Spettri di H. Ibsen, compagnia Teatro degli Incamminati (1987)
- Amleto di William Shakespeare, compagnia Teatro degli Incamminati (1988)
- Miguel Mañara di Oscar Milosz, compagnia Teatro degli Incamminati (1989)
- Assassinio nella cattedrale di T. S. Eliot, compagnia Teatro degli Incamminati (1990)
- Antigone di Sofocle, Meeting di Rimini di Comunione e Liberazione, compagnia Teatro degli Incamminati (1991)
- I due gemelli veneziani di Carlo Goldoni. compagnia del Teatro dell'Arca di Forlì (1993)
- Ispettore generale di Nikolaj Gogol', insieme a Marco Sciaccaluga, compagnia Teatro degli Incamminati (1993)
- Re Lear di W. Shakespeare, Verona, compagnia Teatro degli Incamminati (1993)
- La dodicesima notte di W. Shakespeare, Teatro Romano di Verona, compagnia Teatro degli Incamminati
- Tommaso Moro di Paolo Pivetti, compagnia Teatro degli Incamminati (1996)
- Cos'è l'amore di F. Branciaroli, compagnia Teatro degli Incamminati (1999)
- Dentro medea, ispirata alla Medea di Euripide, compagnia Teatro degli Incamminati (2004)
- Finale di partita di Samuel Beckett (2006)
- Don Chisciotte di Miguel de Cervantes Saavedra (2009)
- Servo di scena di Ronald Harwood, traduzione Masolino D'Amico (2011)
- Il teatrante di Thomas Bernhard, traduzione Umberto Gandino, CTB Teatro Stabile di Brescia, Teatro de Gli Incamminati (2013)
- Enrico IV di Luigi Pirandello (2014)
- Dipartita finale di F. Branciaroli (2016)

### Drammaturgo
- Cos'è l'amore (1999)
- Lo zio (2005)
- Dipartita finale (2016)

## Cinema

Branciaroli in Miranda (1985)

- Vizi privati, pubbliche virtù, regia di Miklós Jancsó (1976)
- Gran bollito, regia di Mauro Bolognini (1977)
- Il mistero di Oberwald, regia di Michelangelo Antonioni (1980)
- Robinson Crusoe mercante di York, regia di Carlo Quartucci (1981)
- La chiave, regia di Tinto Brass (1983)
- Miranda, regia di Tinto Brass (1985)
- Faccia di lepre, regia di Liliana Ginanneschi (1991)
- Così fan tutte, regia di Tinto Brass (1992)
- L'uomo che guarda, regia di Tinto Brass (1994)
- Senso '45, regia di Tinto Brass (2002)
- Gli arcangeli, regia di Simone Scarfidi (2004)
- I Viceré, regia di Roberto Faenza (2007)
- Bianco e nero, regia di Cristina Comencini (2008)
- La donna della mia vita, regia di Luca Lucini (2010)
- Terapia di coppia per amanti, regia di Alessio Maria Federici (2017)

## Televisione
- Alto tradimento - Un'indagine su Cesare Battisti, regia di Walter Licastro – miniserie TV (1978)
- Con gli occhi dell'occidente, tratto da Con gli occhi dell'occidente, regia di Vittorio Cottafavi – miniserie TV (1979)
- L'ultimo spettacolo di Nora Helmer, tratto da Casa di bambola, regia di Carlo Quartucci – film TV (1980)
- Provincia segreta 2 – serie TV (2000)
- I liceali – serie TV (2008)
- Rosy Abate - La serie – serie TV (2016)

## Premi e riconoscimenti
Premio Ubu
1986/1987 - Migliore attore per Confiteor.
1988/1989 - Miglior attore per Exitu e Verbò di Giovanni Testori e Cocktail Party di Thomas Stearns Eliot.
1999/2000 - Miglior attore per La vita è sogno di Pedro Calderón de la Barca.
Premio Flaiano sezione teatro
2009 - Premio per l'interpretazione in Don Chisciotte di Miguel de Cervantes.